# Hrabstwo Montezuma

Piramida wieku hrabstwa

Hrabstwo Montezuma (ang. Montezuma County) – hrabstwo w stanie Kolorado w Stanach Zjednoczonych.

## Geografia
Według spisu z 2000 roku obszar całkowity hrabstwa obejmuje powierzchnię 2040,2 mili2 (5284,09 km²), z czego  2029,5 mili2 (5256,38 km²) stanowią lądy, a 10,6 mili2 (27,45 km²) stanowią wody. Według szacunków United States Census Bureau w roku 2012 miało 25 431 mieszkańców. Jego siedzibą administracyjną jest Cortez.

### Miasta
- Cortez
- Dolores
- Mancos

### CDP
- Lewis
- Towaoc